# Gianmario Roveraro
Gianmario Roveraro (* 24. Mai 1936; † wahrscheinlich 5. Juli 2006 bei Parma) war ein italienischer Bankier und Gründer der Akros Finanziaria. Er war maßgeblich in den Parmalat-Skandal verwickelt und wurde 2006 entführt und ermordet.

## Schicksal
Bekannt wurde er zunächst zwischen 1954 und 1959  als Leichtathlet und war einer der führenden Hochspringer Italiens. Als erster Italiener übersprang er die Marke von 2 m. Er nahm für Italien an den Olympischen Sommerspielen 1956 teil und entschied 1954 bis 1956 die nationalen Meisterschaften im Hochspringen für sich.
Er war als Mitglied der römisch-katholischen Organisation Opus Dei bekannt. Als Eigentümer der in Mailand ansässigen Akros-Bank saß Roveraro in Kontroll- und Leitungsgremien Opus-Dei-naher Finanzierungsorganisationen und war in den 1990er Jahren auch Finanzberater des Vatikans.
1990 brachte er gemeinsam mit Calisto Tanzi den Mischkonzern Parmalat an die Börse. Nach der Pleite des Unternehmens im Jahr 2003 drohte Roveraro ein Prozess wegen betrügerischen Bankrotts.
Am 5. Juli 2006 wurde er auf dem Rückweg von einer Opus-Dei-Veranstaltung entführt. Am 21. Juli 2006 fand man seine zerstückelte Leiche in der Nähe von Parma. Das ungeklärte Verbrechen wurde oft mit dem Mord an Roberto Calvi verglichen.